# Gordon Samuels
Gordon Samuels (ur. 12 sierpnia 1923 w Londynie, zm. 10 grudnia 2007 w Sydney) – australijski prawnik żydowskiego pochodzenia, w latach 1996–2001 gubernator Nowej Południowej Walii.
Pochodził z rodziny angielskich Żydów. Ukończył studia prawnicze na Oxford University, po czym w 1942 trafił do wojska, gdzie służył w artylerii. W 1948 uzyskał prawo wykonywania zawodu adwokata. Rok później wyemigrował do Australii. W 1952 podjął praktykę w Sydney i stał się wziętym prawnikiem. W 1964 otrzymał prestiżowy tytuł zawodowy radcy królowej (Queen’s Counsel). W tym samym roku rozpoczął pracę naukową na University of Sydney, gdzie wykładał prawo do 1970 roku. W 1971 został przewodniczącym samorządu adwokackiego w Nowej Południowej Walii, a rok później sędzią stanowego sądu najwyższego. W latach 1976–1994 był też kanclerzem University of New South Wales.
W 1993 osiągnął sędziowski wiek emerytalny (70 lat) i przeszedł w stan spoczynku. Stanął wówczas na czele komisji zajmującej się doradzaniem władzom stanowym w kwestiach stanowienia prawa. W 1996 królowa Australii, na wniosek premiera stanowego Boba Carra, mianowała go gubernatorem Nowej Południowej Walii. Decyzją premiera miał on być pierwszym gubernatorem nie rezydującym w swojej oficjalnej siedzibie. Budynek Government House w Sydney - stanowiący dotąd miejsce pracy i zamieszkania gubernatorów - został zamieniony na muzeum, zaś gubernator mógł go używać jedynie dla celów ceremonialnych i reprezentacyjnych. Jego biuro przeniesiono do innego gmachu, mieszkać zaś miał w swoim prywatnym domu. Decyzja to została odebrana jako próba obniżenia rangi symbolizującego monarchię urzędu gubernatorskiego, co miało związek ze zdecydowanie republikańskimi przekonaniami Carra.
Samuels pełnił urząd do marca 2001. Następnie przeszedł na emeryturę, na której przeżył jeszcze sześć i pół roku. Zmarł w grudniu 2007. Był kawalerem Orderu Australii oraz Królewskiego Orderu Wiktoriańskiego. 